# Landschaftsschutzgebiet Wald- und Grünlandkomplex Hillentrup

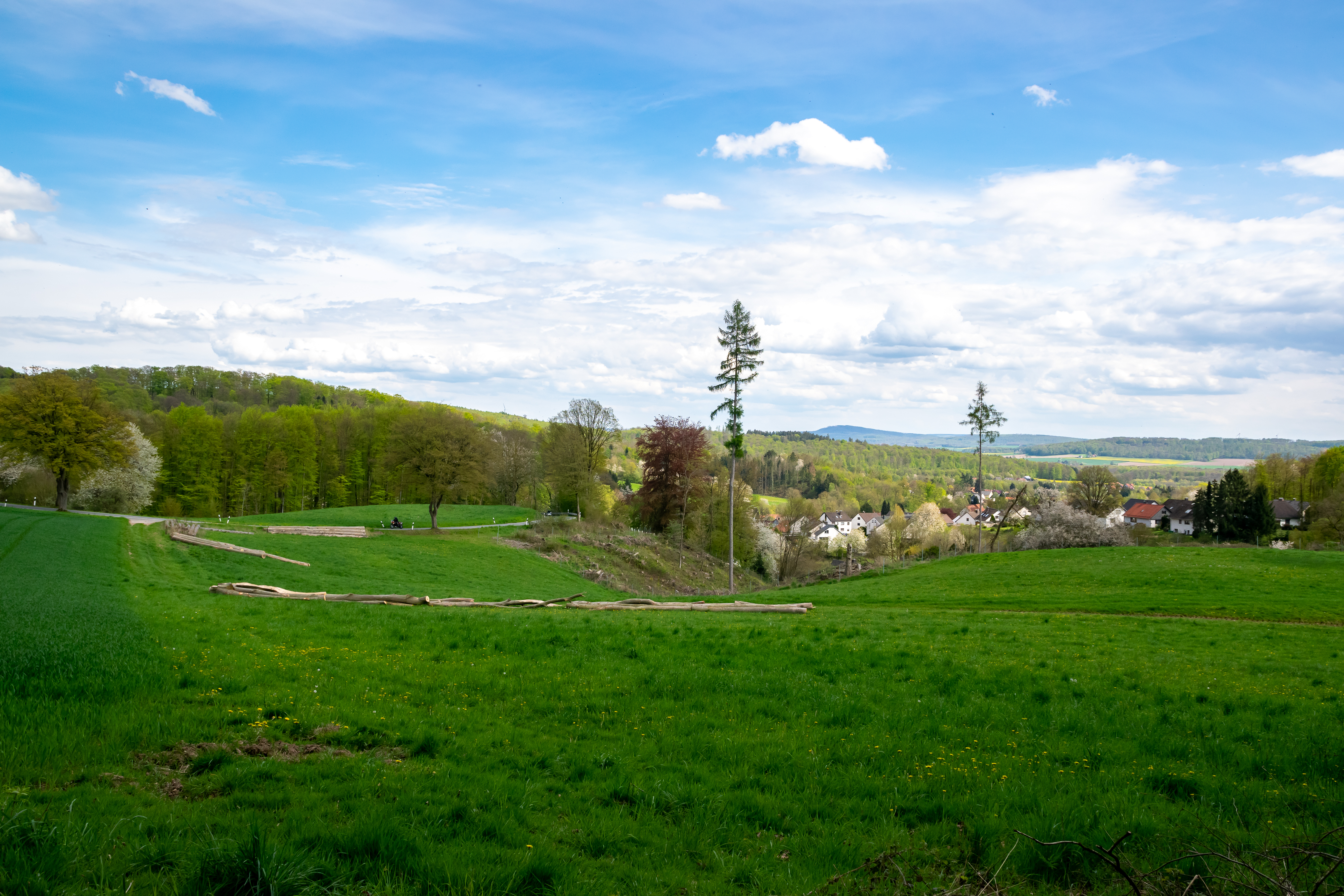
Landschaftsschutzgebiet Wald- und Grünlandkomplex Hillentrup mit Hillentrup

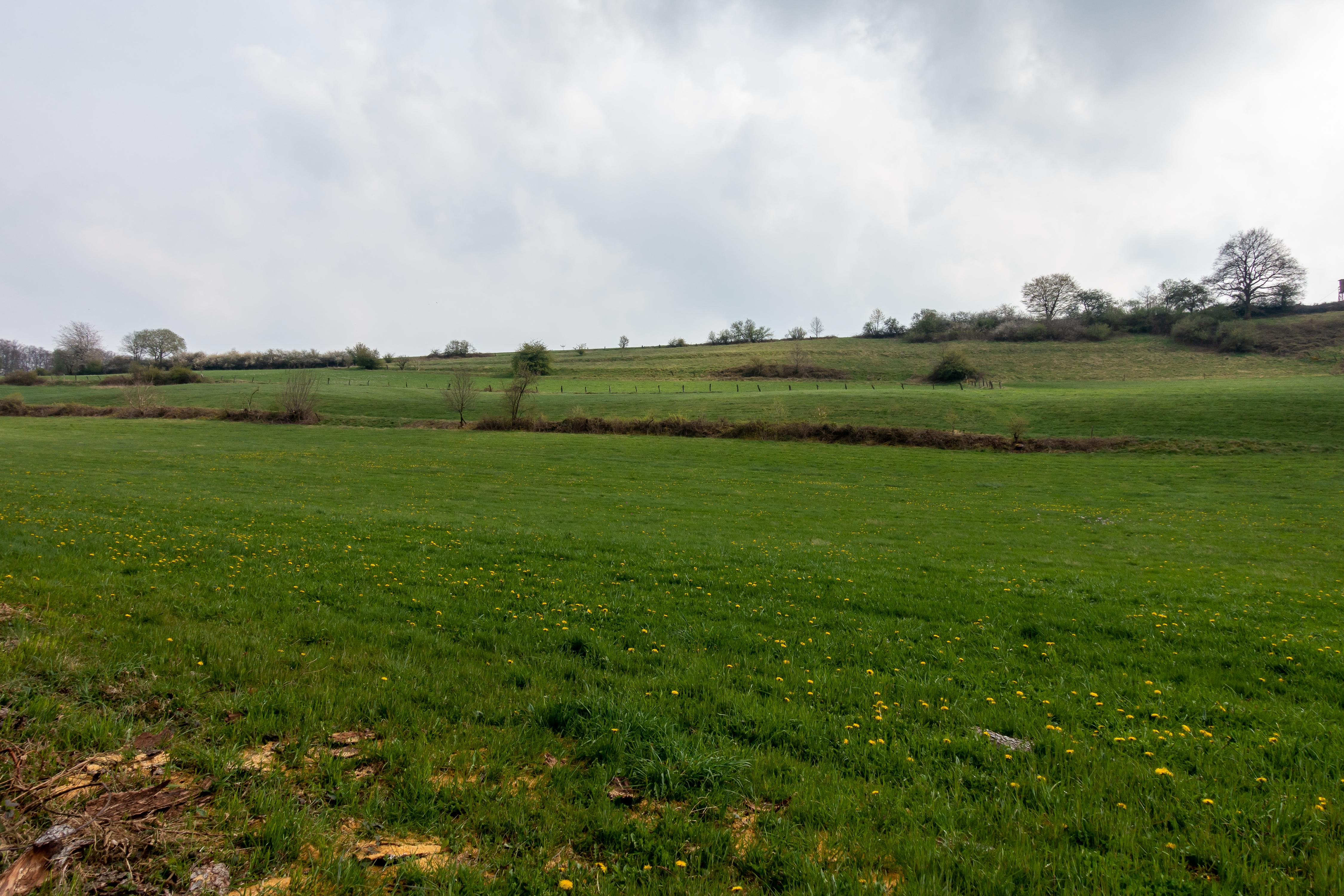
Grünlandbereich

Das Landschaftsschutzgebiet Wald- und Grünlandkomplex Hillentrup mit 52,8 ha Flächengröße liegt nördlich von Hillentrup im Stadtgebiet von Dörentrup. Es wurde 2006 mit dem Landschaftsplan Oberes Begatal durch den Kreistag des Kreises Lippe als Landschaftsschutzgebiet (LSG) ausgewiesen. Das LSG grenzt direkt an die Bebauung von Hillentrup.

## Beschreibung
Das LSG umfasst einen vielfältig strukturierten Wald- und Grünlandkomplex am Moosberg in südexponierter Hanglage eines von West nach Ost verlaufenden Tales. Im oberen Bereich des Hanges am Schurenforst steht ein Buchenhochwald. Der Buchenwald ist weitgehend ohne Strauchschicht. Die Krautschicht des Buchenwalds besteht überwiegend aus Arten der Hainsimsen-Buchenwälder. Teilbereiche sind mit Fichten bestockt. Am Unterhang dehnen sich mäßig magere Mähweiden aus, die fast vollständig von Wald umschlossen sind. Die Südgrenze des Landschaftsschutzgebietes bildet ein kleiner Bach. Der Bach ist teilweise stark eingetieft und wird von dem südlich angrenzenden Buchen-Eichenwald stark beschattet. Die Eichen erreichen Brusthöhendurchmesser von bis zu 70 cm. Der Bach durchfließt mehrere kleine Teiche vorm Dorf.
Zum Schutzgebiet führt der Landschaftsplan aus: „Das Gebiet ist wertvoll für Höhlenbrüter.“

## Schutzzwecke für das LSG
Laut Landschaftsplan erfolgte die Ausweisung des LSG
- „zur Erhaltung und Wiederherstellung der Leistungsfähigkeit des Naturhaushaltes in ökologisch besonders wertvoll strukturierten Bereichen mit Wasser-, Klima- und Biotopschutzfunktionen,“
- „zur Erhaltung und Wiederherstellung von Quellbereichen und naturnahen Fließgewässern, Wald- und Grünlandbereichen unterschiedlicher Feuchtestufen, Feldgehölzen, Hecken und Obstwiesen,“
- „zur Erhaltung morphologisch ausgeprägter Bereiche zur Sicherung der landschaftlichen Eigenart und Vielfalt für die Erholung, “
- „zur Erhaltung wertvoller Biotopkomplexe aus Wald-Grünlandbereichen, Fließgewässern und Quellen sowie Biotopen nach § 62 LG mit wichtigen Refugial-, Puffer-, Trittstein- und Vernetzungsfunktionen,“
- „zur Erhaltung und Wiederherstellung wichtiger Rückzugsräume für die bedrohte Tier- und Pflanzenwelt,“
- „zur Sicherung von kulturhistorisch bedeutsamen Landschaften, z. B. Terrassenkulturlandschaften,“
- „zur Sicherung der das Orts- und Landschaftsbild gliedernden und belebenden und die dörflichen Siedlungsstrukturen prägenden Freiraumelemente.“[1]

## Rechtliche Vorschriften
Im Landschaftsschutzgebiet ist unter anderem das Errichten von Bauten und das Anlegen von Fischteichen verboten.